# 栗田啓右
栗田 啓右（くりた けいすけ、1990年 - ）は、宮城県出身の実業家。合同会社Mauveの代表。
マッチングアプリ企業、IT資産管理ソフトウェア企業を経て、合同会社Mauve(モーヴ)を起業。アプリケーション開発、Web制作を中心に事業を拡大する。

## 略歴
2021年2月10日 - 東京都新宿区で合同会社Mauve設立。代表社員就任（ - 2021年2月10日）。